# Рейнигер, Отто
Отто Рейнигер (нем. Otto Reiniger; 27 февраля 1863, Штутгарт — 24 июля 1909, имение Тахензее близ Вейлимдофа, ныне в Штутгарте) — немецкий художник-импрессионист. Известен своими пейзажами в стиле импрессионизма.

## Биография
Отто Рейнигер своё художественное образование начал в Штутгартской академии изящных искусств, где учился у Якоба Грюненвальда и Альберта Капписа, затем в 1883 году переехал в Мюнхен, там с января по апрель 1883 года обучался в Мюнхенской академии художеств, где брал уроки у Йозефа Венглейна. В том же году Рейнигер провел полгода (с июня по ноябрь) в Олевано-Романо в центральной Италии, а в последующие годы он совершил еще несколько учебных поездок в Италию.
В 1888 году Рейнигер вернулся в Штутгарт, где и поселился. В 1883 году он женился на Марии Шраудольф (1867—1951), дочери художника Клаудиуса Шраудольфа, профессора Штутгартской академии изящных искусств.
В 1906 году Рейнигер приобрел на западном берегу озера Тахензее близ Вейлимдофа (ныне в составе Штутгарта) поместье Тахензее, куда в том же году переехал и прожил всю оставшуюся жизнь. Двумя годами ранее большая часть его работ была уничтожена пожаром в его штутгартской студии.
Рейнигер был членом Германского союза художников. Наряду с Германом Плойером, Христианом Ланденбергером и Генрихом фон Цюгелем он входит в число ведущих представителей импрессионизма среди художников южной Германии.

## Творчество
Отто Рейнигер считается одним из важнейших представителей так называемого швабского импрессионизма. Как отмечается на сайте Штутгартского музея искусств, «Ы отличие от французского импрессионизма, швабские импрессионисты не представляют собой некой сплоченной группы. Это соединение разных художников — очень сильных, независимых и разных, которые сумели творчески переработать художественные импульсы, шедшие из Франции». Про Рейнигера там же сказано, что он «пейзажи в окрестностях Штутгарта изображал как идиллию, наполненную светом».
Немецкие искусствоведы признают Рейнигера «ведущим пейзажистом среди швабских импрессионистов».
Не последнюю роль в обретении Отто Рейнигером признания и популяризации его творчества сыграло покровительство барона Франца фон Кенига-Фахзенфельда, который приобретает картины Плойера и размещает их в родовом замке Фахзенфельд. В настоящее время галерея замка, наряду со Штутгартским музеем искусств, является основным местом экспозиции картин Рейнигера. Кроме того, картины художника представлены в историко-краеведческом музее Мюнхингена в городе Корнталь-Мюнхинген.
Отто Рейнигер был также членом Мюнхенского сецессиона.

## Избранные работы

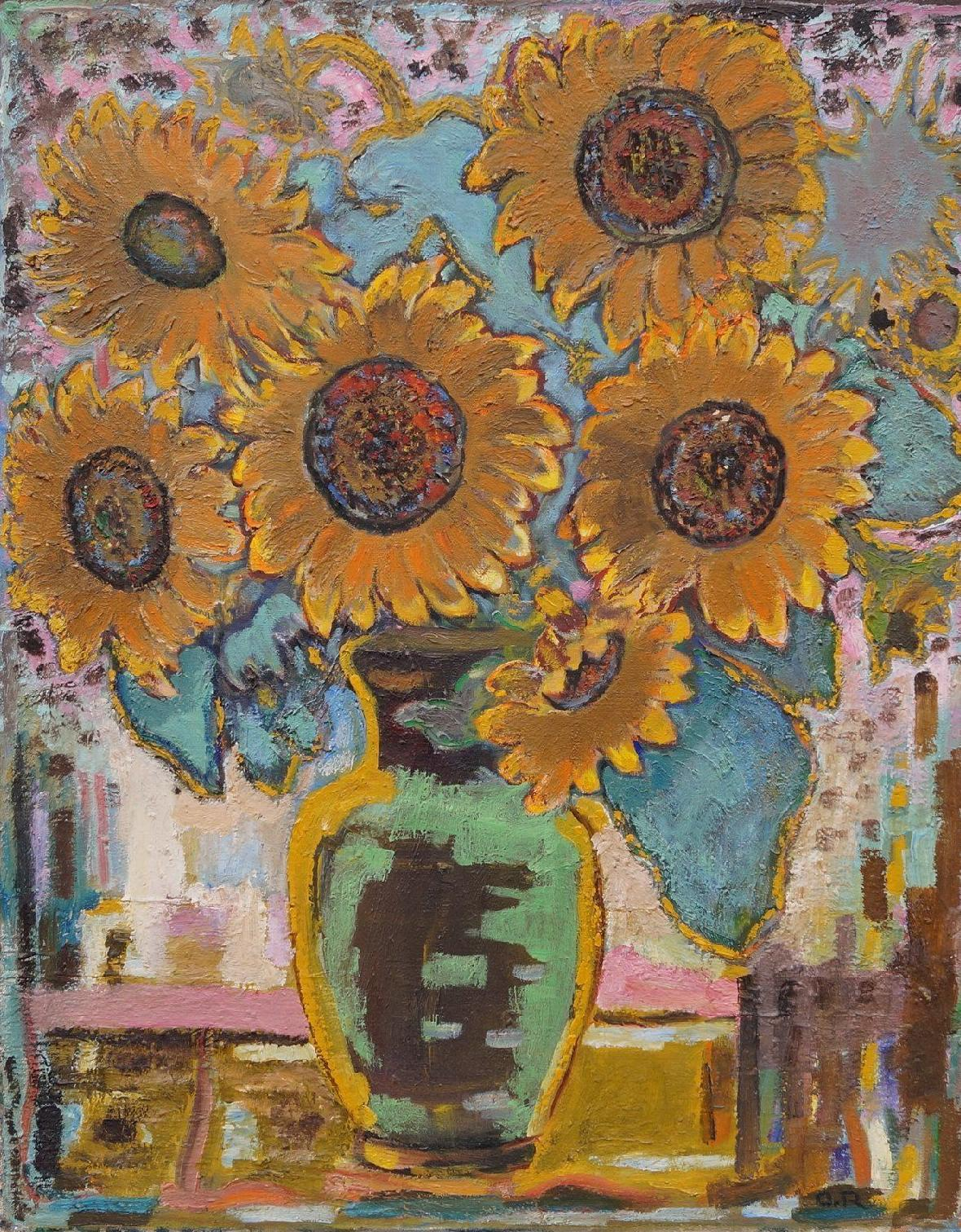
'Blumen von Vincent van Gogh inspiriert, 1907–1909
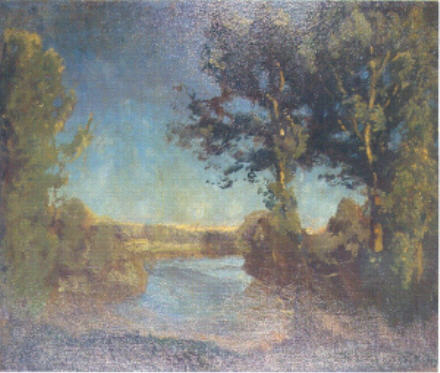
Otto Reiniger: Neckarlandschaft, 1903
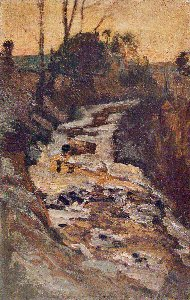
Otto Reiniger Feuerbach im Herbst, Anfang der 1890er Jahre Reinigers bevorzugtes Thema
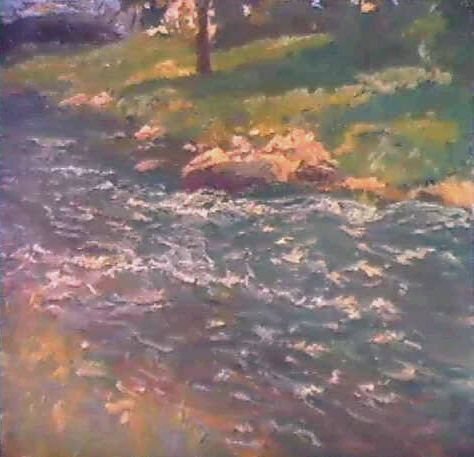
Otto Reiniger Flusslandschaft. "Unbestritten war Reiniger der unübertroffene Meister der Wiedergabe des strömenden Wassers." (I. Schmid)
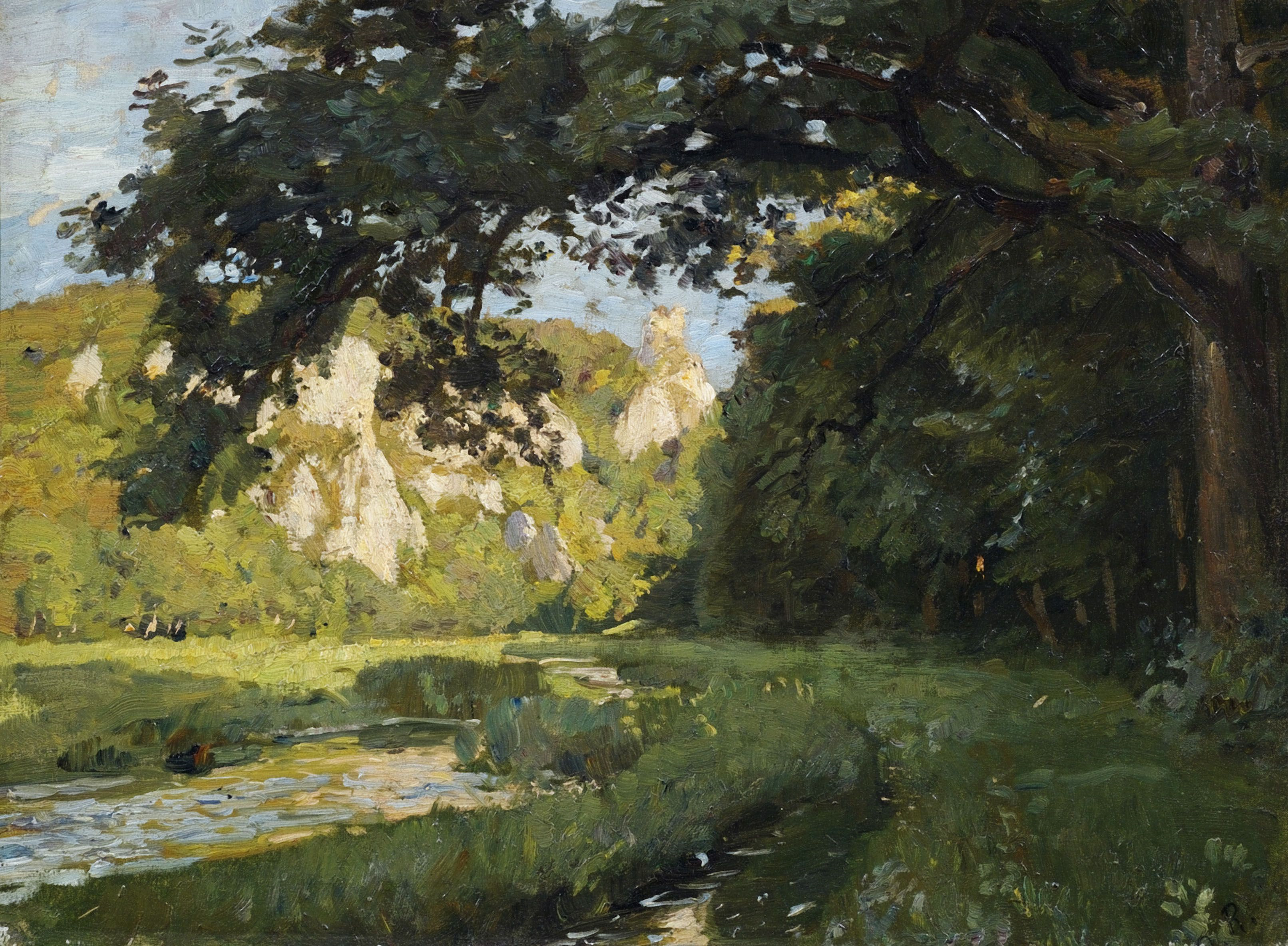
Otto Reiniger: Sommerliche Landschaft, um 1909

## Память
- Имя Отто Рейнигера носит улица (Otto Reiniger-Straße) в Штутгарте;
- Также именем Рейнигера названа улица (Otto Reiniger-Weg) в Остфильдерне.